# 8068 Vishnureddy
8068 Vishnureddy este un asteroid din centura principală de asteroizi.

## Descriere
8068 Vishnureddy este un asteroid din centura principală de asteroizi. A fost descoperit pe 6 martie 1981 la Siding Spring de Schelte J. Bus. Asteroidul prezintă o orbită caracterizată de o semiaxă mare de 2,75 ua, o excentricitate de 0,20 și o înclinație de 3,4° în raport cu ecliptica.